# Деніел Кокотайло
Деніел Кокотайло — дослідник штучного інтелекту (ШІ). Він був дослідником у відділі управління OpenAI з 2022 по 2024 рік, а наразі очолює проект «Майбутнє штучного інтелекту».

## Біографія
Кокотайло — колишній докторант з філософії в Університеті Північної Кароліни в Чапел-Гілл, де він був лауреатом стипендії Мейнарда адамса з питань публічних гуманітарних наук 2018-19 років. У 2022 році він став дослідником у відділі управління OpenAI.
Кокотайло є одним із організаторів групи співробітників OpenAI, які стверджували, що компанія має скритну та безрозсудну культуру, що йде на серйозні ризики у поспішному досягненні загального штучного інтелекту (ЗШІ). Коли він пішов у відставку у 2024 році, він відмовився підписати пункт OpenAI про недискредитацію, що могло б коштувати йому приблизно 2 мільйони доларів власного капіталу. Разом з іншими колишніми співробітниками OpenAI він підписав листа, в якому стверджував, що провідні компанії зі штучного інтелекту на передовій мають вагомі фінансові стимули уникати нагляду, та закликав до «права попереджати» про ризики, пов'язані зі штучним інтелектом, без страху помсти та з одночасним захистом анонімності.
У 2021 році Кокотайло написав допис у блозі під назвою «Як виглядає 2026 рік». У 2025 році Кевін Рус зазначив, що «низка його передбачень виявилася пророчими». Він є співзасновником і керівником проекту «Майбутнє штучного інтелекту» (AI Futures Project), некомерційної організації, що базується в Берклі, Каліфорнія, яка досліджує майбутній вплив штучного інтелекту. У квітні 2025 року компанія опублікувала «Штучний інтелект 2027» — детальний прогнозний сценарій, що передбачає швидкий прогрес в автоматизації кодування та дослідженнях ШІ, а також розвитку ЗШІ. Згідно з прогнозами, повністю автономні агенти зі штучним інтелектом будуть кращими за людей у «всьому» приблизно до кінця 2027 року.